# قطاع الطرق (فلم 2001)
قطاع الطرق (بالإنجليزية: Bandits) هو فيلم جريمة كوميدي درامي أمريكي صدر عام 2001، من إخراج باري ليفنسون وبطولة بروس ويليس، بيلي بوب ثورنتون، و كيت بلانشيت.

## القصة
اثنين من اللصوص والمحكوم عليهم في قضايا، أثناء سرقة إحدى البنوك الكبرى، إختطفوا مديري البنك، وكانت من بينهم امرأة، وبعد قضائها بعض الوقت بصحبة اللصوص، تنشأ بينها وبين اللصان مشاعر رومانسية، مما تسبب لهم أزمة حب غير عادية

## طاقم التمثيل
- بروس ويليس بدور جو بليك
- بيلي بوب ثورنتون بدور تيري كولينز
- كيت بلانشيت بدور كيت ويلر
- تروي غاريتي بدور هارفي بولارد
- جانيوري جونز بدور كلير
- ريتشارد ريلي بدور لورنس فايف

## روابط خارجية
- مقالات تستعمل روابط فنية بلا صلة مع ويكي بيانات